# Shangri-La
Pour les articles homonymes, voir Shangri-La (homonymie).
Shangri-La est un lieu imaginaire décrit dans le roman Lost Horizon (titre traduit en français : Les Horizons perdus), écrit par James Hilton en 1933, et adapté au cinéma par Frank Capra en 1937 (Les Horizons perdus).

## Le lieu imaginaire
Lost Horizon narre l'histoire des rescapés d'un accident d'avion qui réussissent à atteindre une lamaserie utopique, appelée « Shangri-La », aux confins du Tibet. Il s'agit d'un lieu fermé dans lequel on voit de merveilleux paysages et où le temps est suspendu dans une atmosphère de paix et tranquillité.
Ayant visité le comté autonome tibétain de Muli du sud du Sichuan en 1999, les explorateurs américains Ted Vaill et Peter Klika ont affirmé que le monastère de Muli dans cette région éloignée était le modèle du Shangri-La de James Hilton. Ce dernier en aurait appris l’existence dans les écrits sur ce secteur publiés par l’explorateur américano-autrichien Joseph Rock dans la revue américaine National Geographic à la fin des années 1920 et au début des années 1930. Vaill a réalisé un film fondé sur ses recherches, « Finding Shangri-La », qui fut présenté au Festival du film de Cannes en 2007.
Le nom et le concept de Shangri-La auraient pu être inspirés par le mythe de Shambhala, introduit en Occident dès le XIXe siècle.
En tibétain, un la est un col de montagne. Shangri-La signifie donc le « col Shangri ».

## Les prétendants au nom de Shangri-La

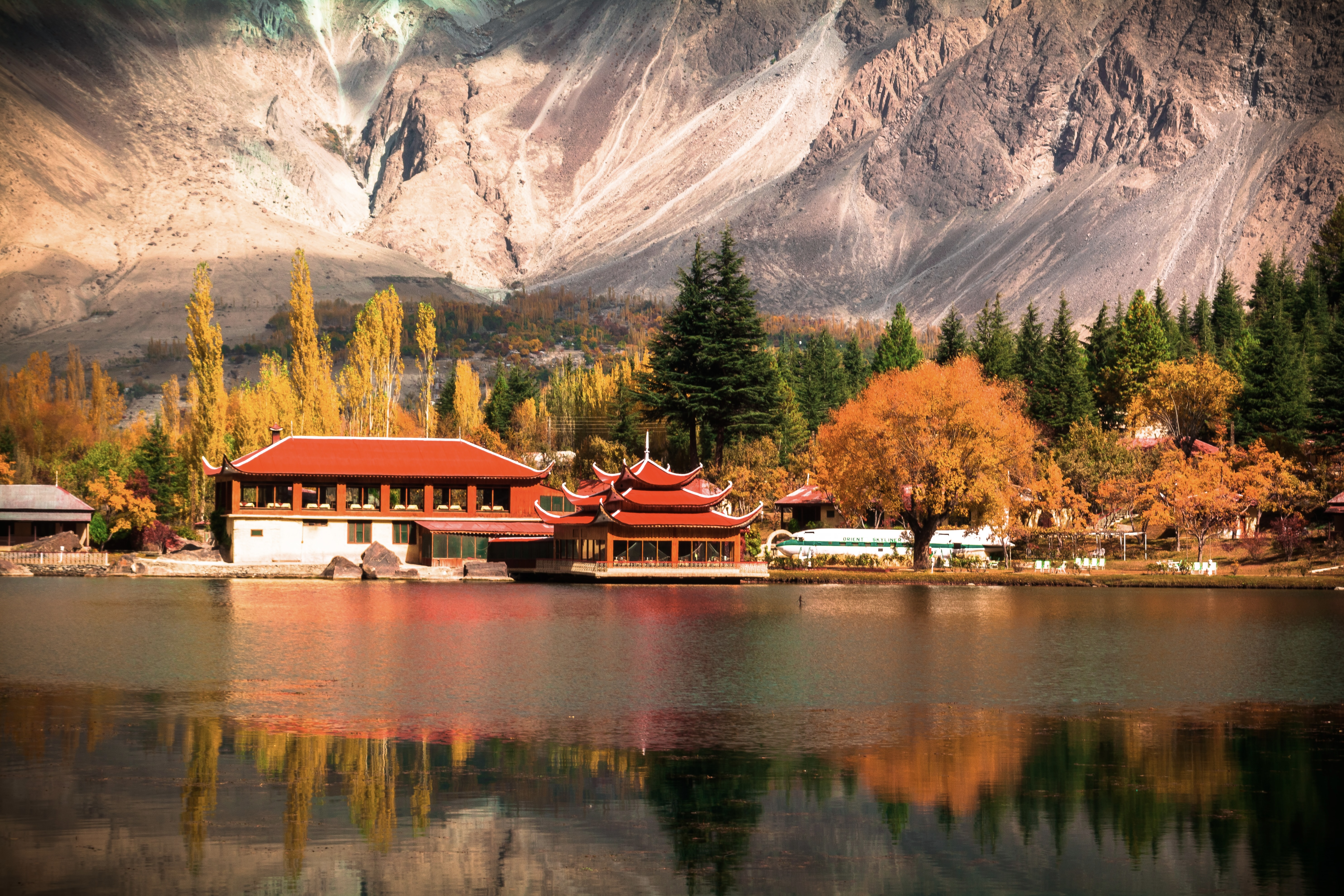
Station de Shangrila dans la vallée de Skardu.

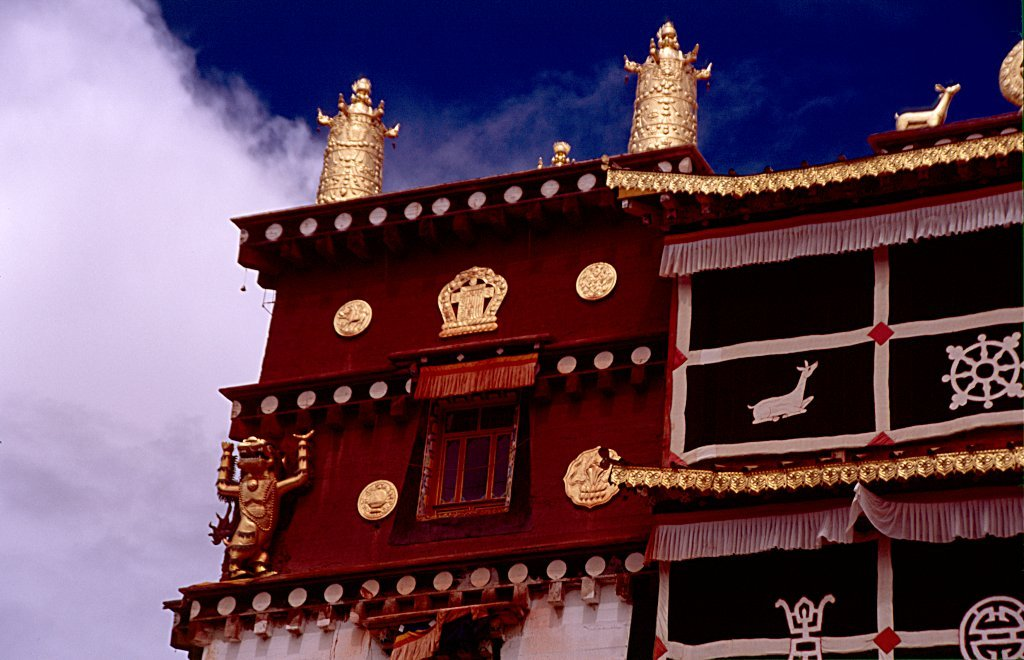
Zhongdian dans le Yunnan.

Afin de promouvoir le tourisme, plusieurs lieux de l'Himalaya bouddhiste au Tibet, au Bhoutan et dans le nord de l’Inde et du Pakistan se réclament du Shangri-La fictif de Hilton.
Une suggestion généralement envisagée pour le Shangri-La de Hilton est la vallée de la Hunza dans le nord du Pakistan, proche de la frontière tibétaine, que Hilton a visitée quelques années avant de publier Les Horizons Perdus. Cette vallée verte isolée, entourée par les montagnes, fermée sur l’extrémité ouest de l'Himalaya, est proche de la description du roman tant par sa description géographique que par le mode de vie de ses habitants qui, selon Christian H. Godefroy, ne connaissent pas la maladie, vivent centenaires, et n'ont ni banques ni prisons. La station de Shangrila dans la proche vallée de Skardu est une attraction touristique populaire.
En République populaire de Chine, le comté de Zhongdian (Gyalthang en tibétain) a été renommé Shangri-La (香格里拉, Xiānggélǐlā, en chinois) en 2001, pour attirer les touristes. Les légendaires montagnes de Kun Lun au Tibet offrent d’autres vallées possibles pour situer Shangri-La.